# 3-Dehydrochinat-Synthase
3-Dehydrochinat-Synthase ist ein Enzym, das zum größten Teil in Bakterien, aber auch in Eukaryoten und Archaeen vorkommt. Es katalysiert den zweiten Reaktionsschritt des Shikimisäurewegs. Dabei wird 3-Desoxyarabinoheptulosanat-7-phosphat zu 3-Dehydrochinat cyclisiert.

## Eigenschaften
In Pflanzen und Mikroorganismen sind die Enzyme des Shikimisäurewegs für die Produktion der drei aromatischen Aminosäuren wichtig. S. L. Rotenberg und D. B. Sprinson konnten im Jahr 1970 zusammen mit Turner et al. (1975) den genauen Reaktionsmechanismus beschreiben. Die Katalyse erfolgt bei dem Enzym mithilfe mehrstufiger Reaktionsmechanismen, u. a. die Alkoholoxidation, β-Phosphatelimination, Carbonylreduktion, Ringöffnung und intramolekulare Aldolkondensation. In einigen Organismen bildet es einen Multienzymkomplex, der als AROM-Komplex bekannt ist. Dieser Komplex ist ein pentafunktionelles Polypeptid, der mehrere Schritte des Shikimisäurewegs katalysieren kann.

## Verwendung
Für die Arzneimittelentwicklung sind die DHQ-Synthasen von Xanthomonas oryzae und Helicobacter pylori von besonderer Bedeutung. Das Enzym von X. oryzae kann als potenzielles antibiotisches Target verwendet werden, wohingegen das Enzym bei H. pylori als potenzieller antimikrobieller und antiparasitärer Wirkstoff und als Herbizid fungieren kann. In der Medizin findet das Enzym von Mycobacterium tuberculosis als Target für die Behandlung von Tuberkulose Verwendung.